# Judita Popović
Pour les articles homonymes, voir Popović.
Judita Popović (en serbe cyrillique : Јудита Поповић ; née le 3 février 1956 à Žitište) est une femme politique serbe. Membre du Parti libéral-démocrate (LDP), elle est députée à l'Assemblée nationale de la république de Serbie.
Judita Popović a été l'un des vice-présidents de ce parlement.

## Biographie
Judita Popović naît le 3 février 1956 à Žitište. Elle sort diplômée de la Faculté de droit de l'université de Novi Sad en 1979. Entre 1980 et 1984, elle travaille en tant que professeur dans une école secondaire (en serbe : srednja škola) ; elle est aussi journaliste à la télévision de Novi Sad et stagiaire au tribunal municipal de Zrenjanin ; elle est élue membre de ce tribunal en 1984 puis rejoint le barreau de Voïvodine en 1994.
En 2007, Judita Popović devient membre du Parti libéral-démocrate (LDP) que Čedomir Jovanović a fondé en 2005. Aux élections législatives anticipées du 11 mai 2008, elle figure sur la liste du LDP. La coalition obtient 216 902 voix, soit 5,24 % des suffrages et envoie 13 représentants à l'Assemblée nationale de la république de Serbie ; Judita Popović est élue députée et elle devient l'un des vice-présidents de l'Assemblée.
Aux élections législatives du 6 mai 2012, elle participe à la coalition politique Preokret, emmenée par Čedomir Jovanović,, qui obtient 6,53 % des suffrages et 19 députés, ce qui vaut à Judita Popović d'être réélue.
À l'Assemblée, elle participe aux travaux de la Commission de la protection de l'environnement et, en tant que suppléante, à ceux de la Commission du système judiciaire, de l'administration publique et de l'autonomie locale.

## Vie privée
Judita Popović est mariée et mère d'un enfant.